# Municipio de English (condado de Iowa)
El municipio de English (en inglés: English Township) es un municipio ubicado en el condado de Iowa en el estado estadounidense de Iowa. En el año 2010 tenía una población de 1615 habitantes y una densidad poblacional de 16,48 personas por km².

## Geografía
El municipio de English se encuentra ubicado en las coordenadas 41°33′30″N 92°7′43″O / 41.55833, -92.12861. Según la Oficina del Censo de los Estados Unidos, el municipio tiene una superficie total de 98.02 km², de la cual 97,94 km² corresponden a tierra firme y (0,09 %) 0,09 km² es agua.

## Demografía
Según el censo de 2010, había 1615 personas residiendo en el municipio de English. La densidad de población era de 16,48 hab./km². De los 1615 habitantes, el municipio de English estaba compuesto por el 98,95 % blancos, el 0,19 % eran afroamericanos, el 0,25 % eran amerindios, el 0,12 % eran asiáticos y el 0,5 % eran de una mezcla de razas. Del total de la población el 0,99 % eran hispanos o latinos de cualquier raza.